# Sabine Englert
Sabine Englert (født 27. november 1981 i Aschaffenburg, Tyskland) er en tysk håndboldmålmand, der spiller for Aarhus United. Englert debuterede på det tyske landshold i 2001 og hun vandt VM-bronze i 2007. Hun deltog ved OL i 2008, hvor Tyskland endte som nr. 11. Hun blev østrigsk mester med Hypo Niederösterreich i 2008.
Hun startede med at spille håndbold som 5-årig. Hendes brødre spillede håndbold, og hun var altid med i hallen, og det var der interessen for håndbolden blev vækket.
I November 2021 valgte Englert at forlade Herning-Ikast efter 13 år i klubben . 
Den 23. maj 2022 kunne Aarhus United (Med hjælp fra nogle sponsorer) offentliggøre at de havde lavet en 1 årige kontrakt med den rutinerede tyske keeper 